# دمیتری ویازمیکین
دمیتری ویازمیکین (روسی: Дмитрий Владимирович Вязьмикин؛ زادهٔ ۲۷ سپتامبر ۱۹۷۲) بازیکن فوتبال اهل روسیه است.
از باشگاه‌هایی که در آن بازی کرده‌است می‌توان به باشگاه فوتبال تورپدو مسکو، باشگاه فوتبال شینیک یاروسلاول، باشگاه فوتبال سویوز-گازپروم ایژوسک، باشگاه فوتبال الیستا، باشگاه فوتبال لوکوموتیو نیژنی نووگورود، باشگاه فوتبال اسپارتاک ولادی‌قفقاز، و باشگاه فوتبال سوکول ساراتوف اشاره کرد.